# ألكسندر لوجونوف
ألكسندر لوجونوف هو لاعب كرة قدم روسي في مركز الدفاع، ولد في 22 يونيو 1996 في ديميتروفغراد في روسيا. لعب مع بالتيكا كالينينغراد ولوكوموتيف موسكو ونادي روستوف.

## وصلات خارجية
- ألكسندر لوجونوف على موقع قاعدة بيانات كرة القدم.إي يو (الإنجليزية)
- ألكسندر لوجونوف على موقع Soccerway.com (الإنجليزية)